# 紹呂瑟爾山

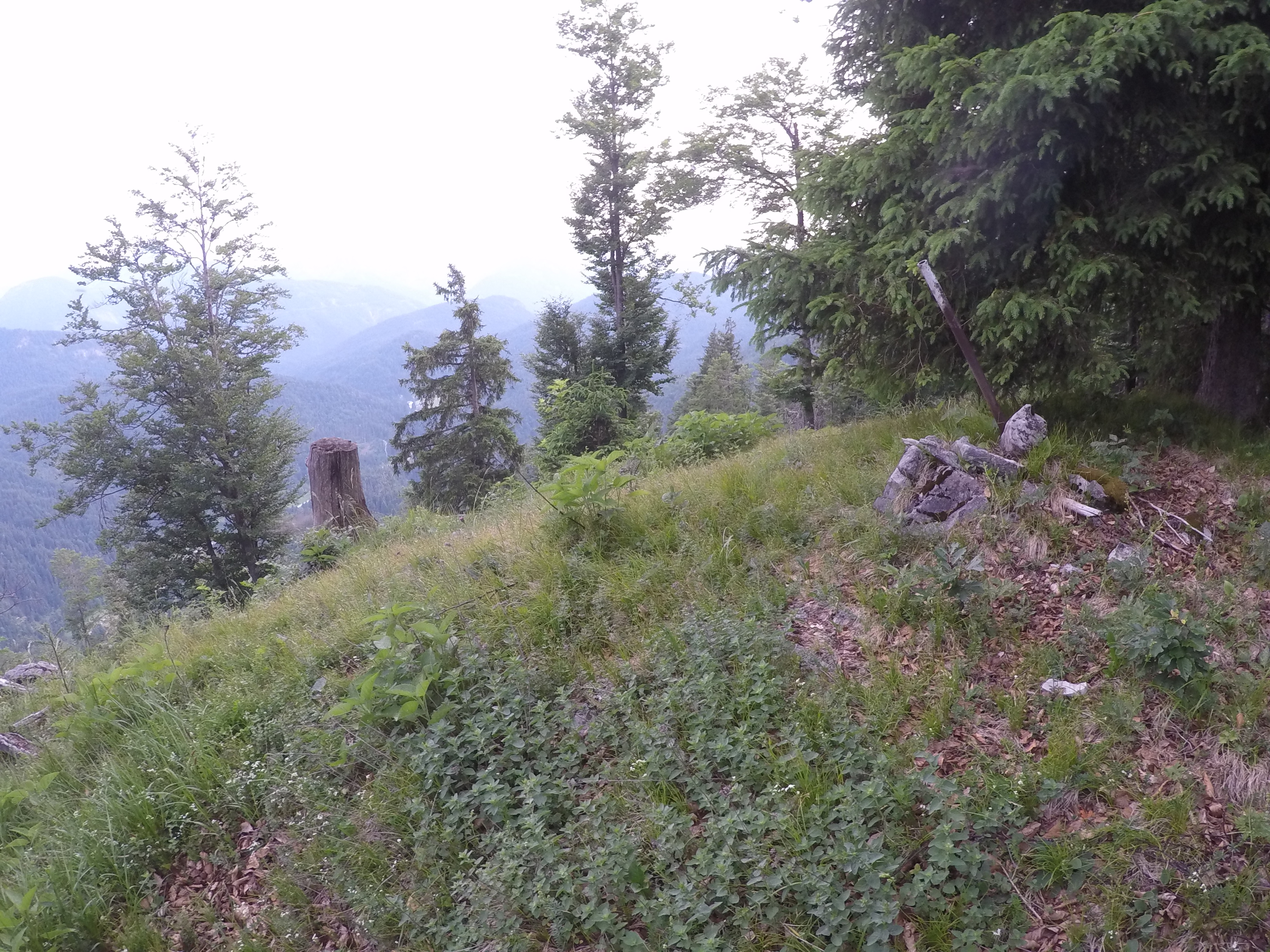

47°37′21″N 11°39′05″E / 47.6224°N 11.6513°E
紹呂瑟爾山（德語：Saurüsselkopf），是德國的山峰，位於該國東南部，由巴伐利亞負責管轄，屬於泰根塞山的一部分，距離申貝格山1.3公里，海拔高度1,364米。